# Silvia Gosewinkel
Silvia Gosewinkel (* 24. März 1986 in Hamm) ist eine deutsche Politikerin (SPD) und seit 2022 Mitglied des Landtages von Nordrhein-Westfalen.

## Leben und Beruf
Gosewinkel wuchs in Bergkamen-Overberge auf. Im Alter von vier Jahren zog sie mit ihren Eltern und ihrem jüngeren Bruder nach Bönen. Sie besuchte ein Gymnasium in Hamm, bevor sie nach der zehnten Klasse zum Berufskolleg wechselte und dort ihr Abitur machte.
Danach absolvierte sie von 2006 bis 2009 eine Ausbildung zur Logopädin am Universitätsklinikum Aachen und danach bis 2011 ein Bachelor-Studium. Das Studium finanzierte sie durch einen Nebenjob in einer logopädischen Praxis. Bei ihrer praktischen Tätigkeit von 2010 bis 2015 wurde ihr Schwerpunkt der kindliche Spracherwerb. Nach zwei Jahren in einer großen Praxis in Köln belegte sie von 2013 bis 2016 ein nebenberufliches Master-Studium an der Universität Rostock. Danach wurde sie Leiterin einer Lehrpraxis für Logopädie in Rostock. Sie zog zurück nach Bönen und wechselte 2017 an die Hochschule für Gesundheit, wo sie als Praxiskoordinatorin und wissenschaftliche Mitarbeiterin für den Bereich Spracherwerb im Kindesalter arbeitet.

## Politische Tätigkeit
Gosewinkel ist seit 2017 Mitglied der SPD. Seit 2018 ist sie Mitglied des Gemeindeverbandsvorstandes und war Initiatorin der Neugründung der Jusos Bönen und deren Sprecherin. Von 2018 bis 2020 war sie sachkundige Bürgerin im Schulausschuss Bönen. Von 2020 bis 2022 war sie Sprecherin der Jusos im Unterbezirksvorstand. Seit 2020 ist sie Ratsmitglied in Bönen, Schulausschussvorsitzende und stellvertretende Vorsitzende des Ortsvereins Bönen-Mitte. Zudem ist sie Mitglied im Haupt- und Finanzausschuss sowie stellvertretendes Mitglied im Ausschuss für Bauen, Planen und Umwelt und im Ausschuss für Familie, Sport und Kultur.
Bei der Landtagswahl in Nordrhein-Westfalen 2022 kandidierte sie auf Platz 52 der Landesliste der SPD Nordrhein-Westfalen. Im Wahlkreis Unna III – Hamm II gewann sie mit 43,4 % der Erststimmen das Direktmandat und zog damit in den Landtag ein.

## Politische Positionen
Gosewinkel legt ihren Schwerpunkt auf Bildungs- und Gesundheitspolitik.

## Mitgliedschaften
Gosewinkel ist Mitglied des Deutschen Bundesverbandes für Logopädie, des Deutschen Bundes akademischer Sprachtherapie, der Gesellschaft für interdisziplinäre Spracherwerbsforschung und kindliche Sprachstörungen im deutschsprachigen Raum, der Gewerkschaft Erziehung und Wissenschaft, der AWO Ruhr-Lippe-Ems, des evangelischen Bläserchors Bönen, bei Zuflucht.Bönen, des TV Germania Flierich-Lenningsen 1891, des Bürgerschützenverein Bönen Wester- & Osterbönen und des Fördervereins Zeche Königsborn II/IV.